# 米德爾伯勒森特 (麻薩諸塞州)
米德爾伯勒森特（英語：Middleborough Center）是位於美國麻薩諸塞州普利茅斯縣的一個普查規定居民點。

## 人口
根據2020年美國人口普查的數據，米德爾伯勒森特的面積為10.43平方千米，當中陸地面積為10.17平方千米，而水域面積為0.26平方千米。當地共有人口7921人，而人口密度為每平方千米759.44人。